# Kamendaka soyerae
Kamendaka soyerae är en insektsart som beskrevs av William Edward China 1944. Kamendaka soyerae ingår i släktet Kamendaka och familjen Derbidae. Inga underarter finns listade i Catalogue of Life.